# Andrij Curikov
Andrij Volodymyrovyč Curikov (in ucraino Андрій Володимирович Цуріков?; Zaporižžja, 5 ottobre 1992) è un calciatore ucraino, difensore del Kolos Kovalivka.

## Caratteristiche tecniche
Gioca come terzino sinistro, ed all'occorrenza può essere schierato come esterno di centrocampo.

## Palmarès

### Club

#### Competizioni nazionali
- Coppa d'Ucraina: 1

Dinamo Kiev: 2013-2014